# Шнитгер, Петер
Петер Шнитгер (нем. Peter Schnittger; 22 мая 1941 года, Мюнден) — немецкий футбольный тренер и функционер.

## Биография
Свою тренерскую карьеру начал в 27 лет. Почти все время он проработал в Африке. В разные годы он руководил сборными Кот-д’Ивуара, Камеруна, Эфиопии, Мадагаскара, Бенина и Сенегала. Специалист стал одним из первых немецких наставников, выводивших свои команды в финальную часть Кубка африканских наций. Помимо этого Шнитгер два года возглавлял сборной Таиланда. В 2006 году немецкого специалиста приглашали на должность главного тренера Алжира, но он отклонил предложение местной федерации футбола. В последнее время занимался административной работой в африканских странах и немецком футбольном союзе.

## Достижения
- Победитель Лиги чемпионов КАФ (1): 1971.
- Бронзовый призер Кубка африканских наций (1): 1972.